# Athyreus tweedianus
Athyreus tweedianus es una especie de coleóptero de la familia Geotrupidae.

## Distribución geográfica
Habita en Haití.